# Bertolla
Bertolla (Bërtola in piemontese) è un quartiere di Torino, appartenente alla Circoscrizione 6, nella periferia nord-est della città. Inserito in un'ansa del fiume Po, spesso viene assimilato col vicino quartiere Barca, localizzato leggermente più a nord, ovvero oltre Strada San Mauro.

A sud invece, il quartiere è delimitato dalla sinistra idrografica del fiume Po, in particolare dalla sponda del cosiddetto Canale Derivatore, una deviazione artificiale del fiume, costruito nel 1953 insieme alla cosiddetta "Diga del Pascolo", dalla allora Azienda Elettrica Municipale, creando così il cosiddetto Isolone Bertolla, a sua volta parte della più vasta riserva naturale del Parco del Meisino (naturale prolungamento nord-orientale del Parco fluviale del Po torinese).

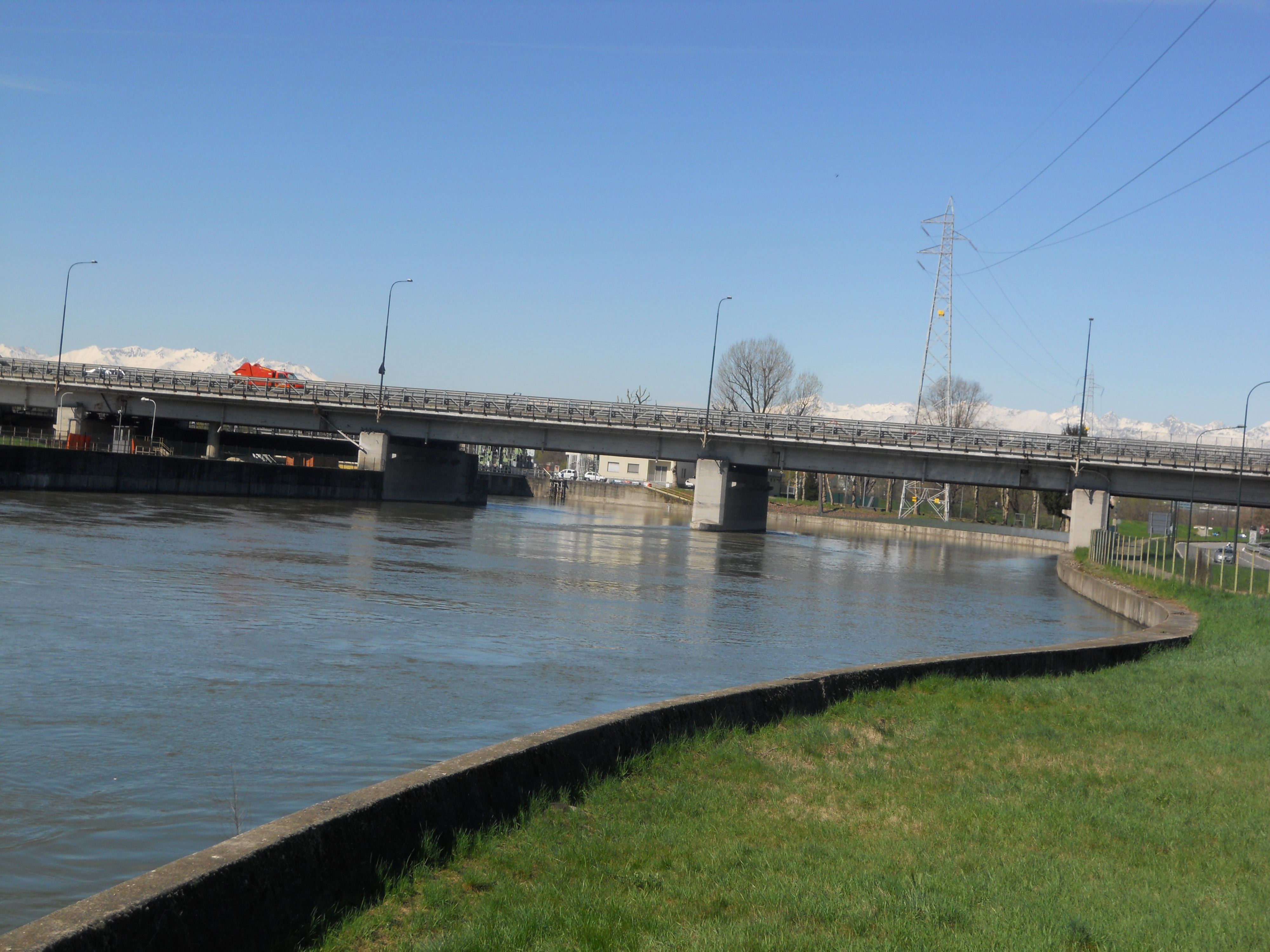
Canale derivazione AEM e veduta parte superiore della "Curva delle 100 lire"

A ovest invece, il quartiere è delimitato dalla confluenza del fiume Stura di Lanzo nel fiume Po. Il lungo ponte in prossimità della Diga del Pascolo (anno 1953), che attraversa il fiume Po collegando Bertolla col vicino quartiere Regio Parco (spesso viene anche assimilato a questo quartiere) attraverso Lungo Stura Lazio, possiede una grande curva viabile circolare, chiamata bonariamente dai torinesi "Curva delle Cento Lire". Più a est, Strada Settimo passa sopra la Stura di Lanzo attraverso l'antico Ponte Amedeo VIII.

A est, il quartiere confina col limitrofo comune di San Mauro Torinese, sempre attraverso la sponda del Po di Parco L'Eliana, fino ai due ponti "Vittorio Emanuele" e "XI Settembre".

Il punto centrale di Bertolla è Piazza Monte Tabor in cui, per le piccole case familiari che vi sorgono intorno, non c'è distinzione tra strade e cortili.

## Storia
Il toponimo del quartiere risulta ignoto, potrebbe tuttavia derivare da un prediale, così come i tipici cognomi Bertola e Bertaia. Insieme alla "Barca", i due quartieri erano pressoché isolati dalla città, fino alla costruzione del ponte ferroviario Amedeo VIII sul fiume Stura di Lanzo nel 1884, poi completamente rifatto a cinque campate per la viabilità automobilistica di Strada Settimo, nel 1933, su progetto di Mario Dezzutti . 
Il centro dell'antica borgata è piazza Monte Tabor, dove passa la pista ciclabile del lungofiume che unisce il Giardino Franco Milone alla borgata Verna (la parte ovest di Bertolla), quindi continua fino a San Mauro Torinese.

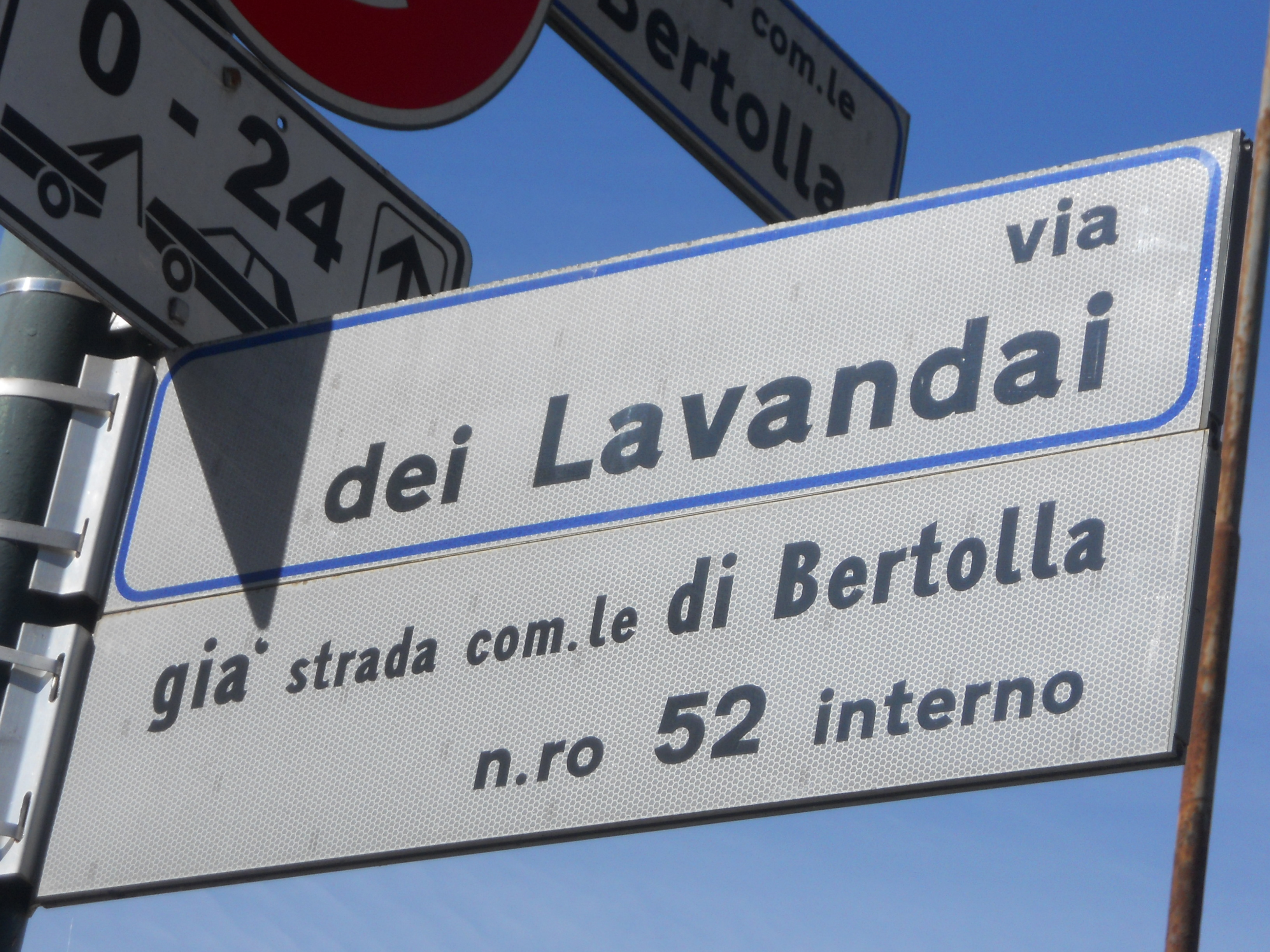
Targa viaria dedicata ai Lavandai

In precedenza, la zona veniva anche ricordata come la "Borgata dei lavandai", perché nel quartiere predominava largamente questa attività da parte dei suoi abitanti che lavavano i panni per conto terzi. Il primo gruppo si trasferì attorno al 1872, quando, nella fase di costruzione dei Murazzi, si iniziarono le demolizioni del borgo del Moschino (attuale quartiere Vanchiglia).
In seguito ad un'ordinanza comunale del 1935 - che vietò di lavare i panni lungo i fiumi cittadini - tutti i lavandai torinesi si trasferirono verso San Mauro Torinese e Bertolla, dove veniva utilizzata l'acqua proveniente dalle bialere ed i panni erano stesi nei vasti prati allora esistenti. L'attività continuò fino al secondo dopoguerra, ma i lavandai continuarono ad andare nelle case della città a ritirare la biancheria da lavare sino a pochi anni fa. . Una via del quartiere è stata dedicata a questo caratteristico mestiere.
Storica rimane ancora la chiesa di San Grato, già cappella rurale e divenuta edificio religioso nel 1853, quindi successivamente ampliata, per le esigenze della popolazione, dopo l'anno 1885.
Fra il 1884 e il 1954 il quartiere ospitò il capolinea di una breve diramazione della tranvia Torino-Settimo Torinese.